# 斉田好男
斉田 好男（さいだ よしお、1948年3月29日 - ）は、日本の指揮者。長野県松本市出身、兵庫県明石市在住。神戸大学名誉教授。神戸大学混声合唱団エルデの技術顧問。

## 来歴・人物
長野県松本県ヶ丘高等学校卒業。高校時代に小澤征爾のコンサートを聴いて指揮者の道を志す。武蔵野音楽大学卒業後、同大学院音楽研究科修士課程修了。同大学研究員を経て、1975年10月、神戸大学教育学部助手として着任。以後、神戸大学・同大学院の教授（指揮法・アンサンブル法他）・学内の役職等を歴任し、2012年3月をもって退官、同大学名誉教授となる。指揮法を齋藤秀雄、高階正光、トロンボーンを山本正人、坂本辰則、木下利男に師事。
指揮者としては、「オールラウンド指揮者」としてオペラ・管弦楽から吹奏楽・合唱まで幅広いレパートリーを持ち、特にロマン派及び邦人作品を得意としている。各界にわたる設立・育成・指導に定評があり、日本指揮者協会・日本吹奏楽指導者協会・日本合唱指揮者協会の3団体に所属している唯一の指揮者である。
上記のほか、日本演奏連盟、日本音楽表現学会、日本音楽教育学会、兵庫県音楽活動推進会議、神戸芸術文化会議、神戸音楽家協会（副代表幹事）各会員。関西合唱連盟・兵庫県合唱連盟理事長、明石フィルハーモニー管弦楽団指揮者。他関係団体多数。
学外にも開かれた四半世紀にわたる「指揮法ゼミ」からは、オペラ、ミュージカル（関西二期会、宝塚歌劇団など）、管弦楽、吹奏楽、合唱などの分野で中心的役割を果たしている多くの門下生が育っている。

## 著書
- 『はじめての指揮法 初心者のためのバトンテクニック入門』（音楽之友社、1999年12月 ISBN 978-4276141735）
斉田の指揮法ゼミでは、当初は師・齋藤秀雄の名著『指揮法教程』をテキストとして用いていたが、多くの指揮法関係の著書がプロ志向であること、アマチュア指揮者にとっては、多少アプローチの方法を変えてみたほうが習得しやすい状況が出てきたことから、アマチュア指揮者のための指導法を含む入門書として出版した[1]。あくまで『指揮法教程』を基本に置いたうえでの、バトンテクニック習得のための導入的役割を果たすのが本書の目的で、現在でも指揮法ゼミのテキストは『指揮法教程』と『はじめての指揮法』とを併用している。
2016年3月現在、第16版が重版され、プロフィールでも「人気書」と自賛している。

## 社会的活動
- 各種コンクール（全日本合唱コンクール、NHK全国学校音楽コンクール、全日本吹奏楽コンクール等）審査員（兵庫県、関西ブロック）
- 2006年　第61回国民体育大会　式典音楽部会長・式典専門委員会副委員長

## 受賞
- 2009年6月 - 兵庫県文化功労賞
- 2022年11月 - 神戸市文化賞